# ヤリタミサコ
ヤリタミサコ（やりた みさこ、1956年 - ）は、日本の詩人。

## 人物
北海道岩見沢市朝日炭鉱生まれ。北海道岩見沢東高等学校では氷室冴子と同級生で、本を貸し借りする間柄だった。明治学院大学文学部英文学科および社会学部社会学科を卒業。大学在学中に炭鉱勤務の父が失業したためアルバイト漬けの生活の中で詩と出会い、アメリカ現代詩にふれるようになる。大学の事務職員として働きながら、東洋英和女学院大学大学院人間科学研究科人間科学専攻修士課程修了（女性学を専攻）。
ビートニクスやフルクサス、詩の評論とアートの評論、E・E・カミングスの訳詩、アレン・ギンズバーグの訳詩、 ヴィジュアル詩などを発表し、パリや全国で朗読会を行う。パフォーマーとして靉嘔・塩見允枝子作品とフルクサスのピース、新国誠一作品の上演も行う。2019年、詩集『月の背骨／向う見ず女のバラッド』で北海道新聞文学賞詩部門受賞。
日本ペンクラブ会員。

## 著書
- 『詩を呼吸する 現代詩・フルクサス・アヴァンギャルド』（水声社） 2006.10
- 『ビートとアートとエトセトラ ギンズバーグ、北園克衛、カミングズの詩を感覚する』（水声社） 2006.10
- 『私は母を産まなかった / ALLENとMAKOTOと肛門へ』（水声社） 2012
- 『月の背骨 / 向う見ず女のバラッド』（らんか社） 2019

## 翻訳
- 『カミングズの詩を遊ぶ E.E.カミングズ詩集』（向山守共編訳、水声社） 2010.7
- 『ジャック・ケルアックと過ごした日々 そのままでいいよ。』（イーディ・ケルアック=パーカー、ティモシー・モラン, ビル・モーガン編、前田美紀共訳、トランジスター・プレス、リトルギャラクシー・ブックス） 2010